# Mohammad Javad Manavinezhad
Mohammad Javad Manavinezhad est un joueur iranien de volley-ball né en 1995 à Isfahan. Il mesure 2,00 m et joue réceptionneur-attaquant en équipe d'Iran.
Manavinezhad MVP Championnat d'Asie et d'Océanie de volley-ball masculin des moins de 21 ans, 2014.